# JetPunk
JetPunk — це сайт з вікторинами та опитуваннями. Сервіс пропонує різноманітні тести на різні теми, такі як географія, історія, наука, література та музика. Сайт пропонує тести різними мовами, включаючи: англійську, французьку, іспанську, українську, італійську, німецькою, фінську, португальську та польську. Штаб-квартира JetPunk розташована в Сіетлі.

## Історія
Веб-сайт було створено 20 березня 2008 року і створено братами Джоном і Деніелом Хостетлерами (H Brothers Incorporated). На момент створення веб-сайт спочатку був веб-сайтом туристичного агентства, і його метою був пошук рейсів авіакомпаній, а згодом творці додали функцію пошуку готелів. До вересня 2008 року веб-сайт почав відображати вікторини, починаючи з вікторини, яка пропонувала назвати всі 196 країн світу. До кінця року вікторини почали розгалужуватися на інші жанри. У 2009 році дизайн веб-сайту змінився, і JetPunk зазнав перших серйозних змін на початку 2011 року, коли він дозволив користувачам створювати власні вікторини. Тести стали основною функцією, а рибка JetPunk була представлена як логотип веб-сайту. Кількість проведених тестів неухильно зростала, врешті-решт досягнувши 5 мільйонів переглядів сторінок за 2012 рік.